# Synopeas salice
Synopeas salice är en stekelart som beskrevs av Szelenyi 1940. Synopeas salice ingår i släktet Synopeas och familjen gallmyggesteklar. Inga underarter finns listade i Catalogue of Life.